# Chionea obtusa
Chionea obtusa är en tvåvingeart som beskrevs av George W. Byers 1983. Chionea obtusa ingår i släktet Chionea och familjen småharkrankar. Inga underarter finns listade i Catalogue of Life.